# Callitris
Genre
Classification phylogénétique
Callitris est un genre de conifères de la famille des Cupressaceae.
Il est surtout représenté en Océanie, composé de 16 espèces, 13 sont présentes en Australie et 3 en Nouvelle-Calédonie.
Les individus sont des arbustes densément ramifiés à port en boule ou en candélabre dotés d'un tronc court et torsadé avec une écorce se desquamant en lambeaux fibreux.

## Espèces
- Callitris baileyi
- Callitris canescens
- Callitris drummondii
- Callitris endlicheri (=Callitris calcarata)
- Callitris glaucophylla J. Thompson et L. Johnson
- Callitris gracilis
- Callitris intratropica
- Callitris monticola
- Callitris neocaledonica — Cèdre candélabre
- Callitris oblonga
- Callitris pancheri
- Callitris preissii Miq.
- Callitris quadrivalvis.
- Callitris rhomboidea
- Callitris roei
- Callitris sulcata — Sapin de Comboui

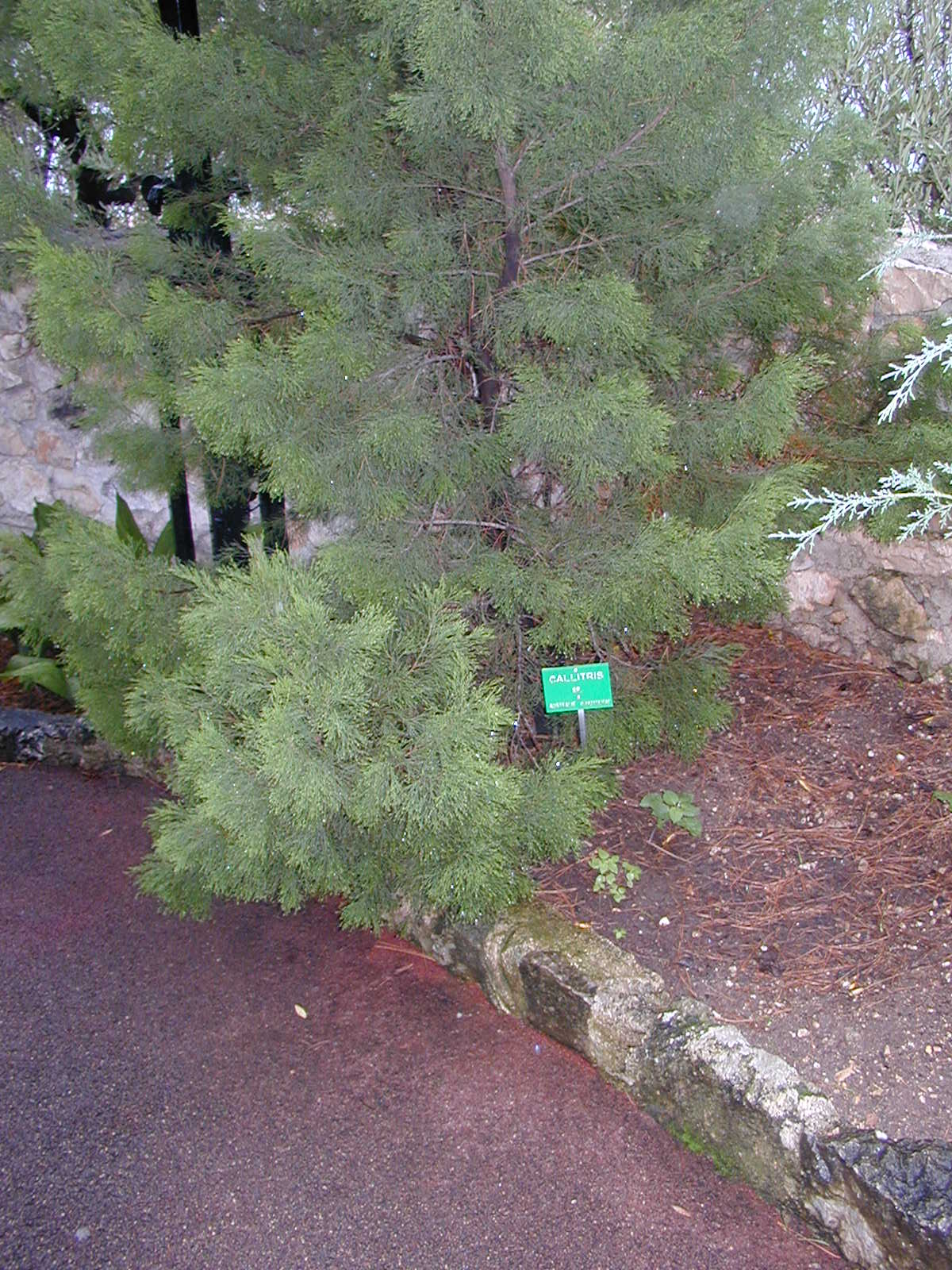
Callitris